# Edouard Nairac
Pour les articles homonymes, voir Nairac.
Sir Edouard Nairac, né le 15 mars 1876 à Port-Louis (Maurice), et mort le 30 avril 1960 à Vacoas-Phœnix (Maurice), est un homme politique mauricien.

## Biographie
Georges Edouard Nairac est le fils d'Edouard Nairac, négociant à Saïgon puis à l'île Maurice, et de Laurence Couve de Murville.
Élève au Collège royal, il est admis comme avocat à Middle Temple en 1898 et s’inscrit au barreau de Port-Louis.
Conseiller municipal de Port-Louis en 1908 et vice-président du Comité d'Action libérale, il est élu député en 1909. Il devient maire de Port-Louis en 1913.
Conseiller de la Reine, il est nommé procureur général en 1927 puis Chef-Juge de 1935 à 1941.
Au début de la Seconde Guerre mondiale, il rallie la France Libre.